# Каирбеков, Тимур Маратович
Каирбеков, Тимур Маратович (10 июня 1969, с. Чунджа, Уйгурский р-н, Алма-Атинская обл., КазССР) — представитель командования КНБ Республики Казахстан, генерал-майор, начальник Регионального управления «Батыс» Пограничной Службы Республики Казахстан (с 2015).

## Биография
Родился 10 июня 1969 года в селе Чунджа, Уйгурского района, Алматинской области.
В 1987 году окончил Калининградское высшее военно-морское училище.
В 1993 году окончил Экстернат при Военном институте КНБ РК.
В 2001 году — Академию Федеральной Пограничной службы РФ.
Офицерскую службу проходил на должностях заместителя начальника пограничной заставы, начальника Отдельного контрольно-пропускного пункта, командира пограничного отряда, заместителя начальника штаба.
С июля 2015 года — Начальник Регионального управления «Батыс» Пограничной службы КНБ Республики Казахстан.

## Награды
- Медаль «За отличие в охране Государственной границы»
- Медаль «За боевые заслуги»
- Медали за выслугу лет